# Derya
Derya ist ein überwiegend weiblicher türkischer und kurdischer Vorname persischer Herkunft.

## Herkunft und Bedeutung
Derya ist abgeleitet vom persischen „Darya“ mit der Bedeutung Meer, Ozean, aber auch Überfluss, Weisheit.

## Namensträger

### Weiblicher Vorname
- Derya Akyol (* 2000), deutsche Schauspielerin und Synchronsprecherin
- Derya Alabora (* 1959), türkische Schauspielerin
- Derya Artemel (* 1980), türkische Schauspielerin
- Derya Çağlar (* 1982), deutsche Politikerin (SPD)
- Derya Dilber (* 2000), deutsch-türkische Schauspielerin
- Derya Flechtner (* 2000), deutsche Synchronsprecherin und Schauspielerin
- Derya Karadaş (* 1981), türkische Schauspielerin
- Derya Kunur (* 1999), türkische Leichtathletin
- Derya Mutlu (* 1977), türkischstämmige Sängerin und Komponistin
- Derya Pınar Ak (* 2003), türkische Schauspielerin
- Derya Şensoy (* 1990), türkische Schauspielerin
- Derya Torun (* 1980), deutsche Profiboxerin
- Derya Türk-Nachbaur (* 1973), SPD-Bundestagsabgeordnete, Bundestagswahlkreis Schwarzwald-Baar
- Derya Uluğ (* 1986), türkische Sängerin

### Männlicher Vorname
- Derya Türkan (* 1973), türkischer Musiker